# 1750 az irodalomban
Az 1750. év az irodalomban.

## Események
- Samuel Johnson Londonban The Rambler címmel folyóiratot alapít, mely 1752-ig állt fenn.
- Jean-Jacques Rousseau munkája, a Discours sur les sciences et les arts (Értekezés a tudományokról és a művészetekről) megnyeri a dijoni akadémia pályázatát, és ez megalapozza hírnevét.

## Megjelent új művek

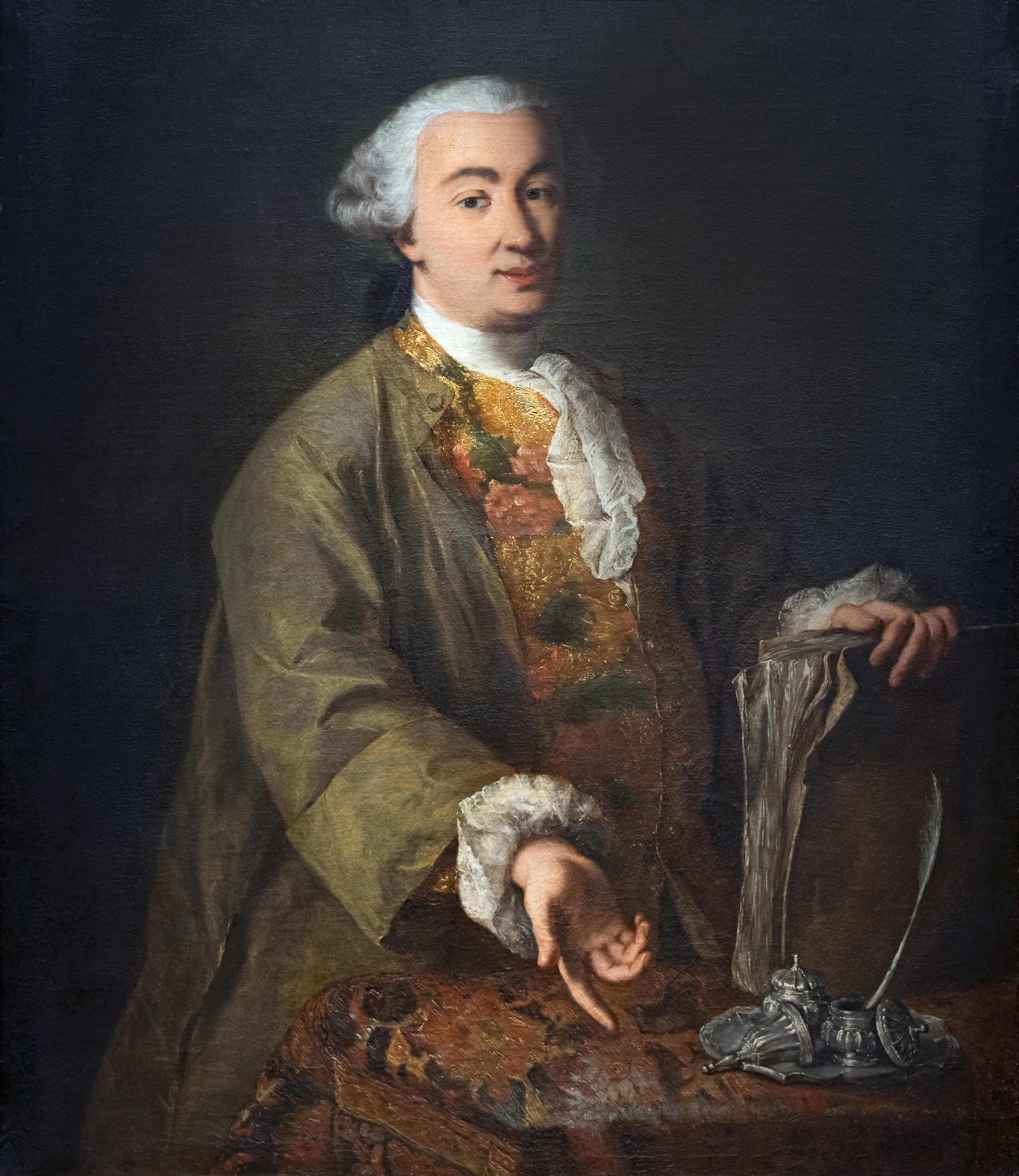
Carlo Goldoni

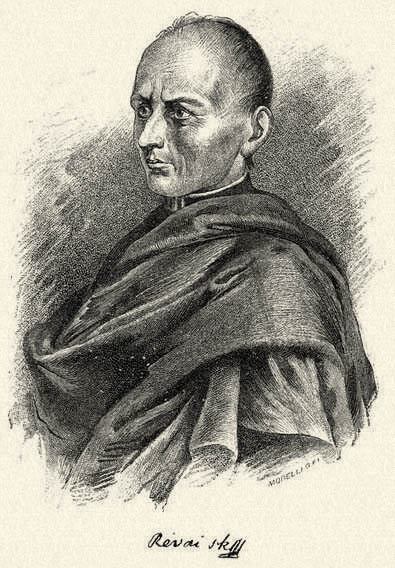
Révai Miklós

- Alexander Gottlieb Baumgarten Aesthetica (Esztétika) című nagy művének első kötete (a második kötet 1758-ban jelent meg).

### Drámák
- Carlo Goldoni vígjátékainak bemutatója Velencében (1750–1751):
  - A hazug (Il bugiardo)
  - A kávéház (La bottega del caffè)
  - A komédia színháza (Il teatro comico)

## Születések
- február 24. – Révai Miklós költő, nyelvtudós, a magyar történeti nyelvészet megalapítója († 1807)
- július 28. – Fabre d’Églantine francia színész, költő, vígjátékíró, politikus († 1794)
- december 3.– Johann Martin Miller német költő  († 1814)
- 1750 – Péczeli József református lelkész, irodalomszervező egyéniség, műfordító és költő († 1792)

## Halálozások
- november 11. – Apostolo Zeno velencei költő, író, drámaíró, irodalomkritikus (* 1668)